# Zeuxevania longicornis
Zeuxevania longicornis är en stekelart som beskrevs av Jean-Jacques Kieffer 1910. Zeuxevania longicornis ingår i släktet Zeuxevania och familjen hungersteklar. Inga underarter finns listade i Catalogue of Life.